# Seyfaddin Daghli
Seyfaddin Daghli (en azéri : Abbasov Seyfəddin Əliağa oğlu, Seyfəddin Dağlı ; né le 27 août 1921 dans la région de Khizi de l’Azerbaïdjan et mort le 18 janvier 1983 à Bakou) est un écrivain, poète, dramaturge, journaliste azerbaïdjanais.

## Biographie
Seyfaddin Daghli  est d’origine de la région de Khizi. Il sert dans l'armée de 1941 à 1956. Au cours de ces années, il travaille comme ouvrier littéraire dans le journal Ordu (armée) et comme rédacteur en chef dans le journal Diviziya(division).
En 1953, l'écrivain épouse Gulara Djabbarly, la fille de l’écrivain Djafar Djabbarly,

## Activité littéraire
De 1956 à 1959, Seyfaddin Dagli est rédacteur en chef du Comité de la radio d'État, puis comme directeur et vice-président du studio de télévision Bakou.
Pendant longtemps, Seyfaddin Dagli travaille comme rédacteur en chef du magazine satirique Kirpi, membre du comité de rédaction du scénario au studio de cinéma Azerbaїdjanfilm et comme rédacteur en chef de la maison d'édition Yazitchi. En 1948, son premier livre intitulé Dəniz kəşfiyyatçısı (Explorateur de la mer) est publié. Ses pièces sont mises en scène à plusieurs reprises au Théâtre national académique dramatique azerbaïdjanais, au Théâtre musical académique d'État d'Azerbaïdjan et au Théâtre national des jeunes spectateurs d'Azerbaïdjan.
Le roman Bahar oghlu, dédié à la vie et à la créativité du grand dramaturge azerbaïdjanais Djafar Djabbarly, apporte une grande renommée à l'écrivain.
Le 26 août 1981, il reçoit le Certificat d’Honneur du Présidium du Soviet suprême de la RSS d'Azerbaïdjan.